# Ami Otaki
Ami Otaki (大滝 麻未 Otaki Ami?,  nacida el 28 de julio de 1989 en Kanagawa) es una futbolista japonesa que jugaba como delantera.
Otaki jugó 3 veces para la selección femenina de fútbol de Japón entre 2012 y 2013.

## Trayectoria

### Clubes
| Club                          | País    | Año         |
| ----------------------------- | ------- | ----------- |
| Olympique Lyon                | Francia | 2012 - 2013 |
| Urawa Reds                    | Japón   | 2013 - 2014 |
| En Avant Guingamp             | Francia | 2014 - 2015 |
| Paris FC                      | Francia | 2017        |
| Nippatsu Yokohama FC Seagulls | Japón   | 2018 -      |

### Selección nacional
| Selección | País  | Año         |
| --------- | ----- | ----------- |
| Absoluta  | Japón | 2012 - 2013 |

## Estadística de equipo nacional
| Selección femenina de fútbol de Japón | Selección femenina de fútbol de Japón | Selección femenina de fútbol de Japón |
| Año                                   | Partidos                              | Goles                                 |
| ------------------------------------- | ------------------------------------- | ------------------------------------- |
| 2012                                  | 1                                     | 0                                     |
| 2013                                  | 2                                     | 0                                     |
| Total                                 | 3                                     | 0                                     |